# Ligne de Kryonéri à Agrínio
La ligne de Kryonéri à Agrínio (grec moderne : γραμμή Κρυονέριου - Αγρινίου) est une ligne ferroviaire secondaire grecque à voie unique et à écartement métrique qui reliait la commune maritime de Kryonéri à la ville d'Agrínio. Elle est située intégralement dans le district régional d'Étolie-Acarnanie (grec moderne : Αιτωλοακαρνανία) de la périphérie de la Grèce-Occidentale (grec moderne : Δυτική Ελλάδα). Il s'agit de la seule ligne isolée en Grèce n'étant pas reliée à aucune d'autre.

## Histoire
L'histoire de la ligne commence au milieu des années 1880 quand, Charílaos Trikoúpis qui était le premier ministre de l'État grec décide de construire un axe ferroviaire qui relierait verticalement la partie occidentale du pays. Ainsi, en 1887 un traité est signé, entre l'État grec et les industriels belges Y. Mabille et L. Guinotte, prévoyant la construction d'une ligne de 44 km de longueur entre Missolonghi et Agrínio. Ce traité est ratifié par une loi votée en décembre de la même année et les travaux commencent en juin 1888. Un an plus tard, Charílaos Trikoúpis décide de prolonger la ligne vers le sud jusqu'au port de Kryonéri afin de relier la courte ligne isolée à Patras et au réseau de SPAP moyennant des transbordeurs. Cependant les deux Belges n'acceptent pas les nouveaux termes prescrits par l'État grec et Trikoupis leur enlève le droit d’exploitation de la ligne. Or, en mars 1890 le nouveau concessionnaire fonde la société des Chemins de fer de la Grèce nord-ouest (SBDE). En octobre 1890 commence l'exploitation du tronçon entre Agrínio et Missolonghi. En 1891 se met en service le tronçon entre Missolonghi et Kryonéri ainsi que le bateau et les quais au port de Kryonéri.
Toutefois la faible longueur de la ligne et la concurrence des chars réduisent les revenus lesquels sont dépassés par les frais de fonctionnement. Afin que les SBDE y remédient, ils décident de construire une bifurcation d'une longueur de 2 km pour transporter de bois vers le port de Kryonéri. La bifurcation se met en service en 1897 et les revenus s'augmentent provisoirement. De plus pendant les années 1909 et 1910 ils construisent deux bifurcations de 11 km. La première relie la gare de Missolonghi au centre-ville et la seconde relie la gare d'Etolikó au centre-ville de la commune et aux communes de Néochori et de Katochi. Ces bifurcations revigorent le service voyageurs sur la ligne et créent un chemin de fer de banlieue avant la lettre. En 1943 les troupes italiennes lancent des travaux du prolongement de la ligne vers le sud à la ville d'Amphilochia et pour faire cela ils utilisent du matériel d'infrastructure déposé par la bifurcation de Katochi. Néanmoins ils y renoncent avec la défaite d'Italie à la Seconde Guerre mondiale. En 1952 les SBDE font faillite et sont absorbés par les SPAP qui fournissent la ligne de trois nouvelles automotrices pour la vivifier. Malgré cela la construction de l'autoroute E55 et la concurrence par les autobus publics réduisent régulièrement les usagers du train. En 1970 le maire de Messolonghi dépose la ligne qui reliait le centre-ville à la gare et c'est le coup de grâce pour l'exploitation voyageurs. Par suite, en raison du faible trafic et de la vétusté de la ligne, les SEK prennent la décision de supprimer le service voyageurs. Le service de marchandises, bien que limité, durera encore deux années et quelques trains de service interne (draisines) parcourront la ligne jusqu'à 1975 où elle est abandonnée. Quelques ans plus tard un locotracteur de type Mitsubishi fait quelques derniers voyages sur la ligne pour vider les gares du matériel roulant désaffecté.
Après le déclassement de la ligne au milieu des années 1980, des travaux commencent en 2002 pour renouveler l'infrastructure de la ligne et la remettre en service voyageurs avant les Jeux olympiques d'été de 2004. Les travaux se terminent en janvier 2003 et un autorail Stadler GTW vient du réseau de Péloponnèse pour faire des essais et des marches à blanc. Après le changement de gouvernement en avril 2004, OSE qui était tant le propriétaire de la ligne que l'exploiteur, décide de ne plus remettre la ligne en circulation et l'autorail retourne au réseau de Péloponnèse. Depuis la ligne n'est plus maintenue, elle est mise en situation de suspension de fonctionnement provisoire  et est partiellement déferrée (sous le pont de E55, dans la ville d'Agrínio, etc.) et seulement quelques amateurs de chemins de fer organisent des voyages en draisines et à vélorail.

## Chronologie
- octobre 1890 : Mise en service du tronçon Agrínio - Missolonghi
- 1891 : Mise en service du tronçon Missolonghi - Kryonéri
- 1910 : Mise en service de deux bifurcations vers le centre-ville de Missolonghi et la commune de Katochi
- 1943 : Fin du service entre Etolikó et Katochí. Déferrage de cette bifurcation par les troupes italiennes
- 1952 : Faillite de la Société de Chemins de fer de la Grèce nord-ouest
- février 1970 : Suppression du service des transbordeurs entre Patras et Kryonéri et substitution en autocar entre Patras et Evinochori
- octobre 1970 : Fin du service voyageurs dans la totalité de la ligne. Déferrage entre la gare de Missolonghi et le centre-ville
- 1972 : Fin du service marchandises dans la totalité de la ligne
- 1975 : Fin d'exploitation de la ligne
- 1985 : Déclassement de la ligne
- 2002-2004 : Travaux de renouvellement de la ligne
- 2005 : Mise de la ligne en état de suspension de fonctionnement

## Tracé et stations

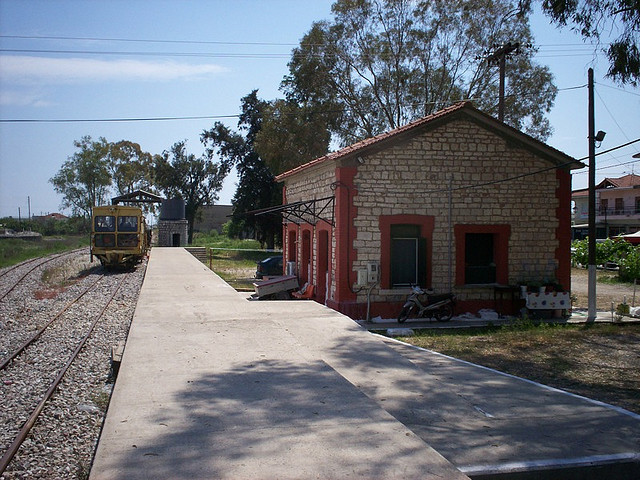
Train de travaux en gare d'Etolikó

La ligne comportait trois gares principales, celle de Kryonéri, de Missolonghi et d'Agrínio. La gare de Kryonéri possédait un alignement de voies spécial permettant l'embarquement des voitures au transbordeurs vers et depuis la ville de Patras tandis qu'en gare de Missolonghi se trouvait le dépôt de la ligne. Outre ces gares il en existait encore cinq avec voies d'évitement permettant le croisement de trains.

## Matériel roulant
Le matériel roulant de la ligne consistait en cinq locomotives à vapeur belges de type [:en:Hainaut-Sambre|Couillet] qui ont circulé sur la ligne depuis 1888 jusqu'à sa fermeture par suite de laquelle ces locomotives ont été mutées au réseau du Péloponnèse. En 1953, SPAP ont fourni la ligne de trois autorails à une caisse de type Breda à 87 places assises lesquels à la suite de la fermeture de la ligne ont été mutés d'abord au réseau du Péloponnèse et ensuite au réseau métrique de la Thessalie. De plus, de temps en temps, d'autres locomotives à vapeur ont été provisoirement mutées du réseau du Péloponnèse pour des besoins particuliers de traction.

## Exploitation
- En 1935, lors de la traction à vapeur, il y avait deux allers-retours de trains directs entre Kryonéri et Agrínio en correspondance aux transbordeurs vers/depuis Patras ; deux allers-retours de trains locaux entre Missolonghi centre-ville et Katochi et un aller-retour entre Etolikó et Etolikó centre-ville. Le temps de parcours du tronçon principal était 2 h 25[2].
- En 1955, tractés par des autorails diesel, il y avait trois allers-retours de trains directs entre Kryonéri et Agrínio en correspondance aux transbordeurs vers/depuis Patras et un aller-retour local entre Missolonghi et Agrínio. Le temps de parcours entre Kryonéri et Agrínio était d'1 h 43. Il fallait un élément d'autorail pour les quatre allers-retours de trains circulant sur la ligne[3].